# Tom Ashley
Thomas John Mitchell Ashley (ur. 11 lutego 1984 w Auckland) – nowozelandzki żeglarz, specjalizujący się w windsurfingowej klasie RS:X, mistrz olimpijski, mistrz świata.
Pierwsze sukcesy odniósł w 2002 roku, kiedy to zwyciężył w dwóch zawodach młodzieżowych mistrzostwach świata klasy Mistral. 
W 2006 roku został mistrzem Nowej Zelandii i wicemistrzem świata w kategorii RS:X. Jak dotąd szczytowy moment kariery osiągnął w 2008 roku. Poza zwycięstwem w igrzyskach olimpijskich, zdobył również złoty medal mistrzostwa świata RS:X.
Złoty medalista igrzysk olimpijskich w 2008 roku oraz zdobywca dziesiątego miejsca w 2004 roku w klasie RS:X.